# Metrichia excisa
Metrichia excisa är en nattsländeart som först beskrevs av Kumanski 1987.  Metrichia excisa ingår i släktet Metrichia och familjen smånattsländor. Inga underarter finns listade i Catalogue of Life.